# Khyenrab Wangchug
Tashi Lingpa Khyenrab Wangchug (tibétain : བཀྲ་ཤིས་གླིང་པ་་མཁྱེན་རབ་དབང་ཕྱུག, Wylie : bkra-shis gling-pa mkhyen-rab dbang-phyug 1897 - 1959) est un homme politique tibétain. Il est Kalön du Kashag de 1951 à 1956.

## Biographie
En 1924, il est moine fonctionnaire (Tsedrun, rtse-druń) et za-lha-gzhis-sdod. En 1925, il est l'intendant (las' dzin) du monastère de Gyantsé. Dans les années 1930, il est l'agent commercial tibétain, représentant en chef du gouvernement tibétain à Gyangtsé (Kan Chung). En tant qu'assistant de Lama Zasak, il se rend à Shigatsé depuis Gyantsé. En l'absence du panchen-lama, il devient gouverneur général (spyi-k'yab) de gTsan. En 1936, il devient secrétaire en chef (drun-yig c'en-mo), et en 1940, il devint Kanchen, ce qui signifiait en fait sa retraite de l'institution. En 1951, il est nommé kalon lama et prend sa retraite en 1956. Il est arrêté en 1959 (à l'époque du soulèvement tibétain de 1959), mais est transporté à l'hôpital dans un état grave à l'époque et décéde presque immédiatement après avoir été admis à l'hôpital.